# برانكو نادوفيزا
برانكو نادوفيزا (بالصربية: Бранко Надовеза)‏ هو لاعب كرة قدم صربي في مركز الدفاع، ولد في 11 سبتمبر 1950 في زمون ‏ في صربيا، وتوفي في 12 أكتوبر 1970 في بلغراد في صربيا بسبب حادث مرور. لعب مع نادي بارتيزان.